# برايان أشتون
برايان أشتون (5 سبتمبر 1974 بغريتر سودبوري في كندا - ) هو مدرب كرة قدم ولاعب كرة قدم كندي في مركز الوسط. لعب مع Toronto Lynx ‏ وDurham Storm ‏.

## وصلات خارجية
- برايان أشتون على موقع قاعدة بيانات كرة القدم.إي يو (الإنجليزية)